# Bolbodimyia bermudezi
Bolbodimyia bermudezi är en tvåvingeart som beskrevs av Virginia Tidwell och Philip 1977. Bolbodimyia bermudezi ingår i släktet Bolbodimyia och familjen bromsar. Inga underarter finns listade i Catalogue of Life.